# Historia Wyspy Wielkanocnej

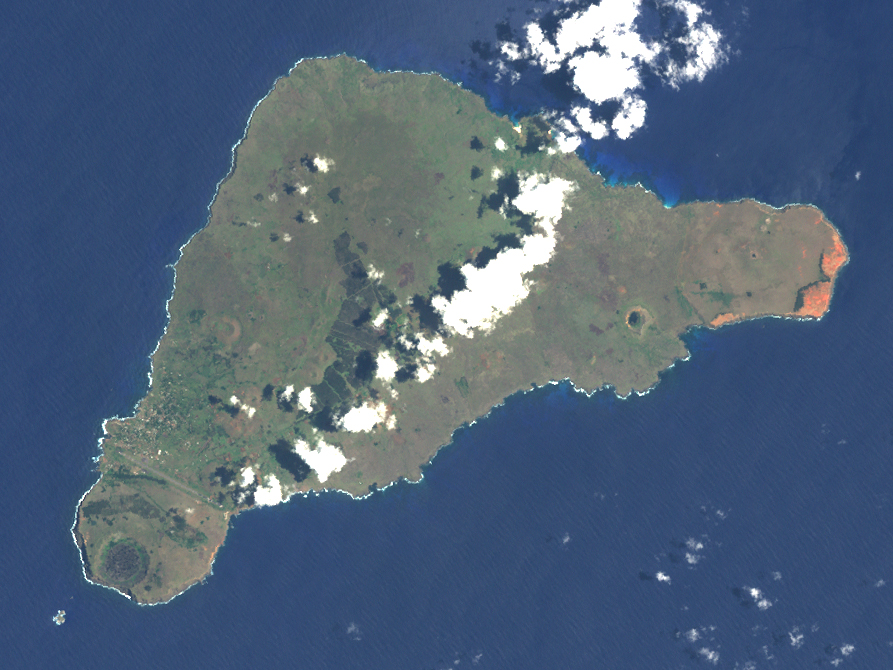
Zdjęcie satelitarne Wyspy Wielkanocnej

Wyspa Wielkanocna pod względem geologicznym jest jednym z najmłodszych zamieszkanych obszarów na Ziemi oraz najdłużej odizolowanym. W miejscowym języku nazywana jest Rapa Nui, co oznacza „Wielką Ziemię” lub Te Pito o Te Henua („Pępek świata”). Jej historia obfituje w wiele tragicznych wydarzeń takich, jak chociażby: głód, epidemie, choroby, kanibalizm, wojny domowe, niewolnictwo i kontakty z kolonizatorami, a jej późniejsza spuścizna kulturalna przyniosła jej duży rozgłos.

## Pierwsi osadnicy

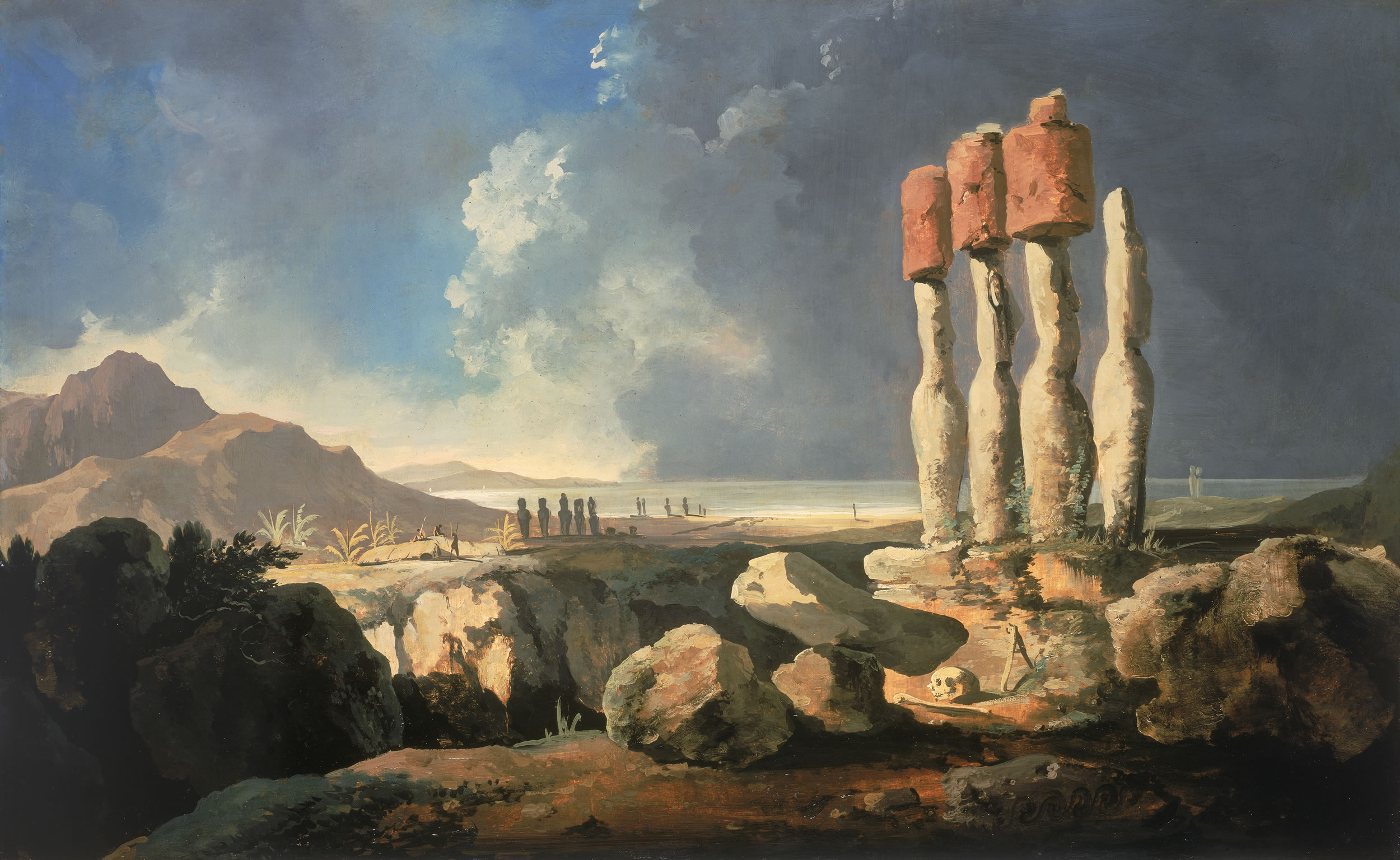
Pierwszy obraz Wyspy Wielkanocnej namalowany w 1775 r. przez Williama Hodgesa

Kiedy pierwsi Europejczycy przybyli na wyspę usłyszeli od tubylców przekazywaną ustnie opowieść o polinezyjskim wodzu Hotu Matuʻa, który wraz z rodziną i towarzyszami, jako pierwszy przypłynął na nią w dwóch wielkich łodziach z legendarnej Hawaiki. Badacze mają jednak zastrzeżenia co do wiarygodności tej legendy, jak również do samej daty zasiedlenia wyspy. W literaturze często podaje się, że było to około roku 300–400 n.e. czyli w czasie przybycia pierwszych osadników na Hawaje. Niektórzy naukowcy twierdzą jednak, że nie mogło to mieć miejsca przed rokiem 700–800 n.e. na co wskazuje datowanie radiowęglowe oraz badania glottochronologiczne. Z kolei ostatnie badania najstarszych przedmiotów węglem 14C sugerują, że wyspa została zasiedlona nie wcześniej niż w 1200 r. n.e. a przeprowadzone w 2006 r. analizy wycinki drzew zdają się to potwierdzać.
Polinezyjczycy, którzy pierwsi zasiedlili wyspę przybyli prawdopodobnie z oddalonych o 3200 km Markizów, wysp Gambiera (2600 km) lub którejś z dzisiejszych wysp Polinezji Francuskiej, przywożąc ze sobą banany, taro, trzcinę cukrową, jak również kury i szczury polinezyjskie.

### Domniemane związki z Ameryką Południową
Norweski biolog i etnograf z wykształcenia, a później podróżnik i żeglarz Thor Heyerdahl uważał, że istnieją kulturalne podobieństwa pomiędzy Wyspą Wielkanocną i pozostałymi wyspami Polinezji a Indianami z Ameryki Południowej, które mogły powstać za sprawą osadników przybyłych z kontynentu. Świadczyć ma o tym m.in. sposób łączenia kamiennych bloków bez użycia zaprawy przy budowie platform ahu, podobieństwo legend miejscowych, polinezyjskich i południowoamerykańskich, podobieństwo wielu słów i imion bogów i bohaterów oraz słodkie ziemniaki pochodzące z kontynentu, które stanowiły podstawę diety dawnych Polinezyjczyków. Ponieważ nie ma żadnych dowodów na to, że nasiona samorzutnie pokonały taki dystans, Heyerdahl sugerował, że musiał istnieć jakiś związek pomiędzy obiema kulturami. Ponieważ świat naukowy wykluczał możliwość przepłynięcia 3600 km z Ameryki na wyspę, Heyerdahl dowiódł doświadczalnie możliwość dotarcia do wysp Polinezji z kontynentu na zrobionej z balsy tratwie Kon-Tiki. W czasie tego rejsu minął Wyspę Wielkanocną i dopłynął do Polinezji. Podróż w odwrotnym kierunku jest dużo trudniejsza ze względu na panujące na Pacyfiku wiatry i prądy morskie. Europejczycy odkryli większość wysp Polinezji płynąc z Ameryki, a rejsy w odwrotnym kierunku rozpoczęli dopiero po wejściu w użycie statków parowych.
Możliwe więc, że Polinezyjczycy podróżowali do Ameryki Południowej albo Indianie na swoich tratwach dopłynęli do Polinezji, choć prawdopodobnie nie byli już zdolni powrócić, z powodu słabiej rozwiniętych umiejętności nawigacyjnych i kruchszych łodzi. Uważa się, że kulturą, która mogłaby nawiązać kontakt z wyspiarzami byli Indianie Mapuche, zamieszkujący środkowe i południowe Chile.
Kiedy w 1722 r. na wyspę przybyła wyprawa Jacoba Roggeveena zaobserwowała trzy różne rasy: niektórzy wyspiarze mieli skórę białą, inni czerwoną, a jeszcze inni ciemną. Roggeveen zauważył też, że wiele osób było dość wysokiej postury. Potwierdził to w 1770 r. jeden z przybyłych na wyspę Hiszpanów, który dokonał pomiarów wzrostu. Jednak przeprowadzone badania DNA, trzydziestu sześciu mieszkańców wyspy, wywodzących się od nielicznych ocalałych w XIX wieku, wykazało ich polinezyjskie pochodzenie, a ściślej, że mieszkańcy Wyspy Wielkanocnej i Polinezji są ze sobą spokrewnieni. W ten sposób teoria Heyerdahla, że mieszkańcy Wyspy Wielkanocnej i Polinezji (lub ich część) pochodzili z Ameryki Południowej nie została ani obalona ani potwierdzona. Obecnie, podobnie jak w czasie jej opublikowania, praktycznie żaden poważny archeolog w nią nie wierzy.

## Społeczeństwo Rapa Nui

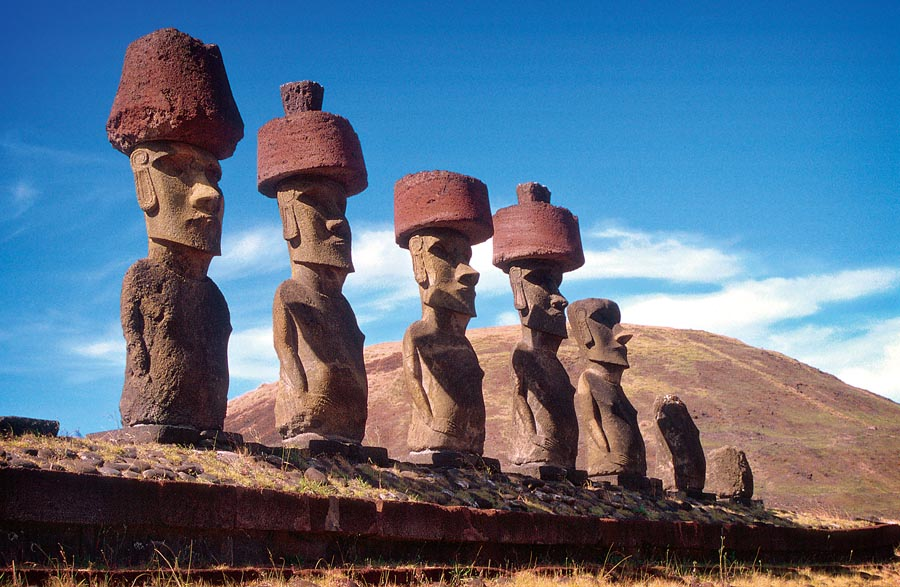
Moai

O historii wyspy sprzed pierwszej wizyty Europejczyków wiadomo bardzo niewiele. Według podań spisanych przez misjonarzy w połowie XIX wieku, wyspa początkowo miała bardzo jasny system klasowy, na czele którego stał ariki, czyli władca absolutny obdarzony boską mocą. Niżej byli kapłani, następnie wojownicy i reszta ludu. Zanim urząd władcy stał się tylko zwykłym symbolem, był on szanowany i niedotykalny, ale posiadał jedynie symboliczną władzę. Ważne miejsce w kulturze społeczeństwa zajmowała produkcja wielkich posągów moai, które stanowiły część kultu. Według miejscowej legendy były to posągi wojowników, którzy przybyli na wyspę z wodzem Hotu Matuą. Najstarsze rzeźby datowane na okres 400–1100 roku były raczej niedużych rozmiarów, wznoszono je na kamiennych platformach zwanych ahu, a przedstawione postacie cechował duży realizm. Dopiero około roku 1250 pojawiły się pierwsze monumenty, które w przeciwieństwie do wcześniejszych rzeźb nie były już tak starannie wykonane i miały bardzo podobne cechy. Rzeźbiono je z tufu wulkanicznego w kamieniołomie znajdującym się w kraterze Rano Raraku. Na ich kamienne głowy nakładano ważące nawet dwadzieścia ton „kapelusze” zwane pukao, wykonane z czerwonej żużlowej lawy. Wbrew pozorom nie było to jednak nakrycie głowy lecz fryzura.
Masowa produkcja moai i ich transport po wyspie pochłaniały dużo drewna, które tubylcy pozyskiwali wycinając palmowy las. Prym wśród nich wiódł wymarły gatunek palmy Paschalococos disperta, który do osiągnięcia swoich ostatecznych rozmiarów potrzebował około stu lat. W wyniku tych rabunkowych działań doszło do katastrofy ekologicznej, gdyż ubytek drzew doprowadził do wyjałowienia gleby i zmniejszenia areału gruntów uprawnych. Terry Hunt i Carl Lipo z Uniwersytetu Hawajskiego uważają jednak, że za zmniejszenie zasobów drzew odpowiadają szczury, które przybyły na wyspę wraz z człowiekiem, a jako główne źródło pożywienia upodobały sobie nasiona palm. Jako dowód wskazują, że 99% odnalezionych przez archeologów nasion ma ślady szczurzych zębów.

### Wewnętrzne konflikty

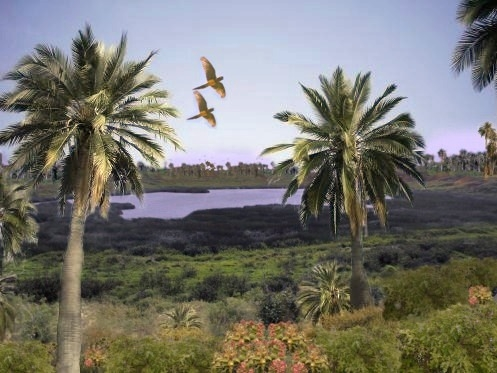
Cyfrowa rekonstrukcja tropikalnego lasu na wyspie

Przypuszczalnie u schyłku XVII lub XVIII wieku doszło do wojny domowej, która doprowadziła do upadku kultury Rapa Nui. Według miejscowych legend, grupa ludzi zwanych hanau epe („długousi” lub „krępi”) weszła w konflikt z inną grupą zwaną hanau momoko („krótkousi” lub „szczupli”). Doszło między nimi do wyniszczającego konfliktu, w wyniku którego „długousi” zostali całkowicie wytępieni (przy życiu pozostał tylko jeden jej przedstawiciel, którego nazwano Ororoinem), a posągi moai uszkodzono bądź poprzewracano. Różnie interpretuje się tę opowieść, gdyż dokładnie nie wiadomo, co było przyczyną walk.
Niepokoje na wyspie były prawdopodobnie następstwem wielu różnych czynników, takich jak: przeludnienie, wylesienie (brak drzew uniemożliwił budowę nowych łodzi rybackich), erozja gleby i coraz mniejsze plony, o które klany toczyły wojny. Spadek zasobów żywności spowodował też wymarcie sporej liczby ludzi, a przekazywane ustnie opowieści wspominały o aktach kanibalizmu.

### Kult człowieka-ptaka
Właśnie w tym schyłkowym okresie kultury Rapa Nui, przywódcy wojowników, zwani matatoa z nieznanych powodów ustanowili nowy kult oparty na wcześniej niewyróżniającym się bogu ptaków Make-make. W kulcie człowieka-ptaka (tangata manu), każdego roku wraz z nastaniem wiosny rozpoczynała się rywalizacja, w której reprezentant każdego klanu skakał do morza ze skały Orongo i płynął do pobliskiej skalnej wysepki Motu Nui. Pierwszy, który znalazł jajo rybitwy i wrócił z nim na skałę był uważany przez cały rok za człowieka-ptaka i opiekuna wspólnoty. Tradycja ta była praktykowana jeszcze po przybyciu Europejczyków, ale została zniesiona w połowie XIX wieku przez chrześcijańskich misjonarzy.

## Kontakty z Europejczykami

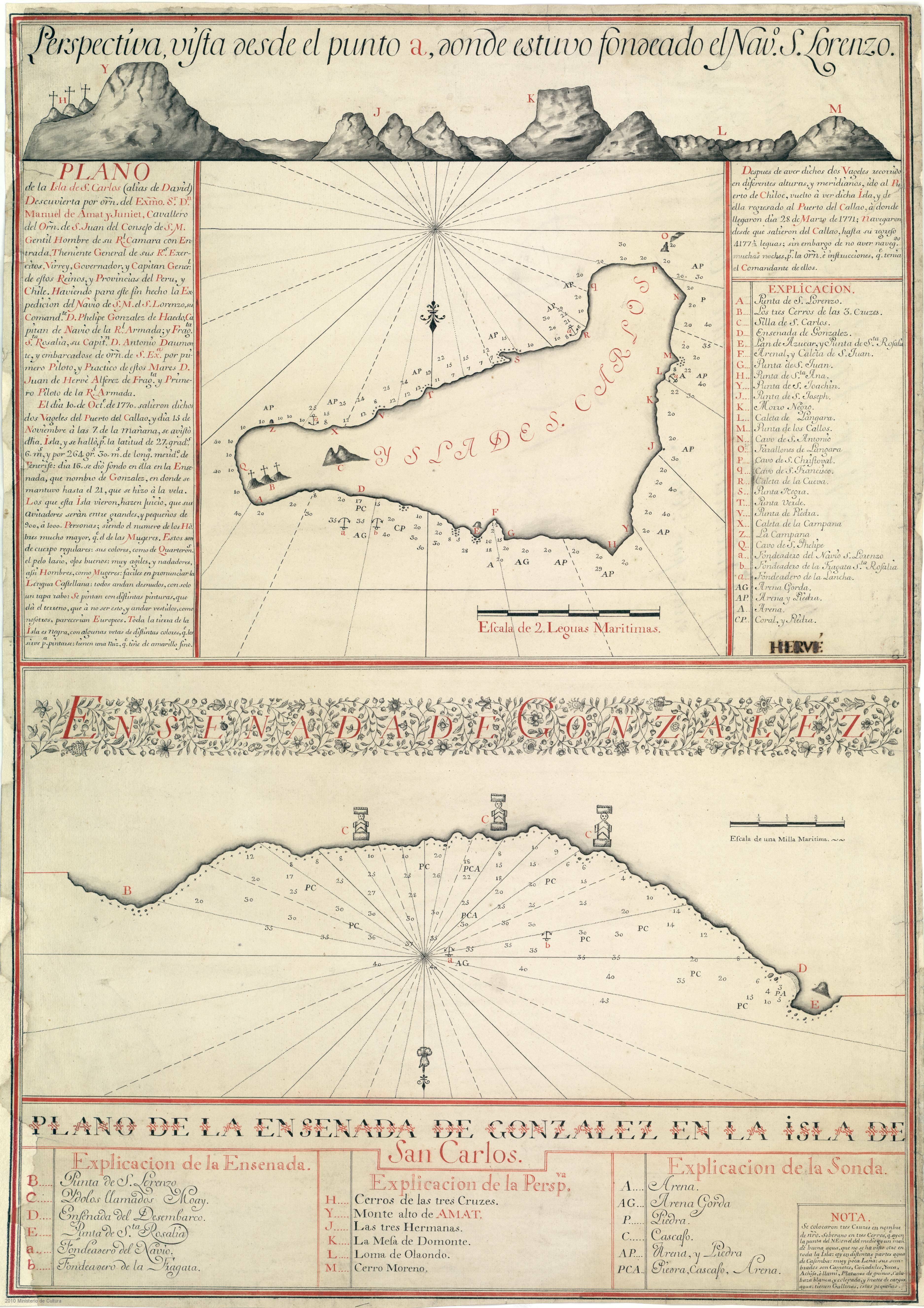
Mapa wyspy wykonana podczas wyprawy Felipe Gonzáleza de Ahedo

5 kwietnia 1722 r. do brzegów wyspy dobił pierwszy europejski statek, którym dowodził holenderski admirał Jacob Roggeveen. Aby upamiętnić datę swojego odkrycia, nadał nowym terenom nazwę Wyspy Wielkanocnej. Holendrzy spędzili na wyspie tydzień, w czasie którego Roggeveen oszacował liczbę jej mieszkańców na 2–3 tys. Archeolodzy uważają, że kilka dekad wcześniej populacja wyspy mogła wynosić nawet od 10 tys. do 15 tys. osób. Wyniki badań z 2024 roku sugerują jednak, że populacja wyspy nigdy nie była tak duża, a w rzeczywistości utrzymywała się na poziomie ok. 3 tys. mieszkańców. Zamiast wcześniej szacowanej powierzchni ogrodów skalnych - stanowiących fundament rolnictwa, wynoszącej w sumie od 4,9 do 21,1 km², nowe analizy sugerują, że rzeczywista powierzchnia wynosiła zaledwie około 0,76 km².
Wyprawa Holendra donosiła również o „nadzwyczaj wysokich kamiennych posągach, mierzących 30 stóp”, sprzyjającym klimacie oraz bardzo urodzajnej ziemi, ale prawie pozbawionej rosnących tam drzew. Analizy pozostałości pyłków i nasion wykazały, że wcześniej dominował tam subtropikalny las złożony głównie z drzew liściastych, który zniknął około 1650 r.
15 listopada 1770 r. wyspę odwiedziły dwa hiszpańskie statki, San Lorenzo oraz Santa Rosalia, wysłane tam przez wicekróla Peru, Manuela de Amata. Wyprawą dowodził Felipe González de Ahedo, który spędził na niej pięć dni, dokonując dokładnych pomiarów wybrzeża. Wyspę nazwano Isla de San Carlos i wzięto w posiadanie w imieniu króla Karola III Hiszpańskiego. Na trzech niewielkich wzgórzach ceremonialnie ustawiono trzy drewniane krzyże. Żeglarze donosili o stojących na wybrzeżu posągach i w dużej mierze nieuprawnej ziemi.
Kiedy cztery lata później, w 1774 r. na wyspę dotarł brytyjski odkrywca James Cook posągi były zaniedbane, a część z nich uszkodzona lub przewrócona. Nie znaleziono też żadnego z trzech krzyży, a botanik Cooka opisał ziemię jako „ubogą”. Towarzyszący ekspedycji rysownik przywiózł do Europy pierwsze dokładne rysunki posągów.
W 1786 r. francuski badacz Jean-François de La Pérouse wykonał pierwszą szczegółową mapę wyspy, a populację jej mieszkańców oszacował na kilka tysięcy.
W pierwszej połowie XIX wieku statki wiele razy przepływały w pobliżu Wyspy Wielkanocnej, ale kiedy wyspiarze stali się wrodzy wszelkim próbom zejścia na ląd, pojawiało się niewiele nowych informacji na jej temat. Wśród statków, które odwiedziły wyspę był: w 1804 r. rosyjski okręt wojenny Neva, w 1816 r. rosyjski okręt Rurik i w 1825 r. brytyjski statek HMS Blossom.

## Zagłada społeczeństwa
W grudniu 1862 r. peruwiańscy piraci zaatakowali wyspę i przez kilka miesięcy wywozili z niej mieszkańców do pracy przy zbieraniu ptasiego guana na Wyspach Chinchua u wybrzeży Peru. Uprowadzono około 1500 osób, czyli niemal całą populację Rapa Nui. Dopiero kiedy doszło do międzynarodowych protestów zapoczątkowanych przez biskupa Tahiti, Florentin-Étienne Jaussena, niewolnicy zostali uwolnieni. Jednak do tego czasu większość z nich umarła na gruźlicę, ospę i dyzenterię. Do ojczyzny powróciło zaledwie piętnaście osób, w dodatku chorych na ospę, co wywołało epidemię i jeszcze bardziej zdziesiątkowało populację wyspy.
W styczniu 1864 r. na wyspie osiedlił się pierwszy Europejczyk – chrześcijański misjonarz, Eugene Eyraud, który spędził rok wśród tubylców. W 1866 r. powrócił na wyspę z ojcem Hippolyte Rousselem, a niedługo potem dołączyli do nich dwaj inni misjonarze, którzy przypłynęli z kapitanem Jeanem-Baptiste Dutrou-Bornierem. Wtedy też rozpoczęła się masowa chrystianizacja mieszkańców. W 1868 r. biskup Florentin-Étienne Jaussen, otrzymał od katolickich konwertytów niezwykły dar – drewnianą tabliczkę, oplecioną sznurem z ludzkich włosów, pokrytą hieroglifami. Było to pismo obrazkowe kohau rongo-rongo. Duchowny zafascynowany odkryciem napisał list do pozostającego na wyspie Hippolyte Roussela, w którym polecił mu zebrać jak najwięcej tabliczek pokrytych tajemniczymi znakami, w celu odkrycia ich znaczenia. Niestety jednak, Rousselowi udało się zabezpieczyć jedynie kilka sztuk, pomimo że Eyraud twierdził, że jeszcze cztery lata wcześniej widział ich na wyspie setki. Wg jego relacji, tubylcy  palili za ich pomocą ogniska. Pytani o nie przez biskupa mówili, że odkąd Peruwiańczycy porwali wszystkich tych którzy umieli je czytać, przestały im one być do czegokolwiek potrzebne. Przybywając po raz drugi na wyspę ojciec Eyraud chorował na gruźlicę, która wywołała epidemię i pochłonęła życie jednej czwartej populacji, w tym ostatniego członka rodziny królewskiej, trzynastoletniego Manu Rangi. Sam ojciec Eyraud także zmarł na gruźlicę w sierpniu 1868 r..

### Dutrou – Bornier

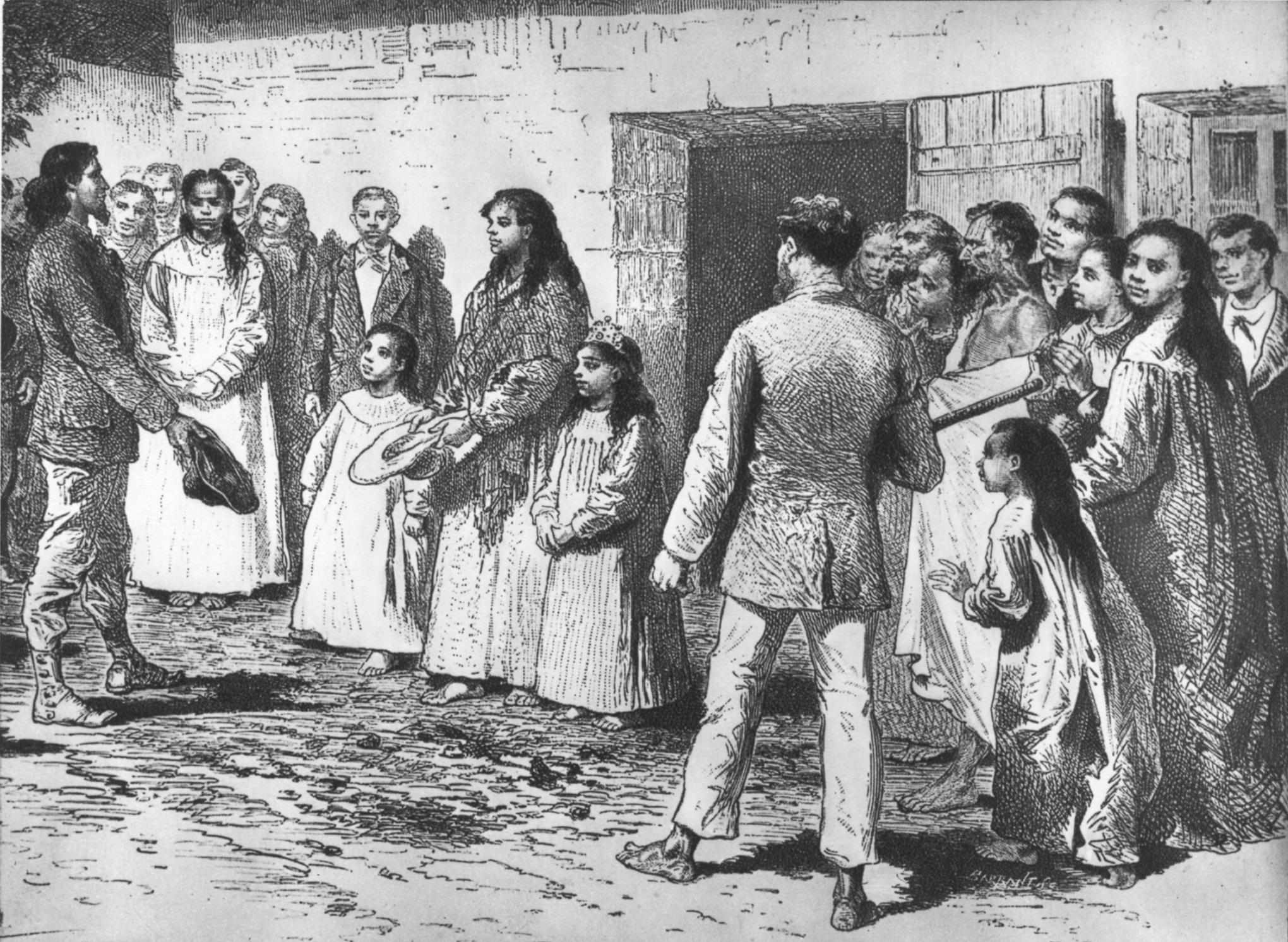
Królowa Koreto ze swoimi córkami, Caroline i Harriette w 1877 roku

Duży wpływ na historię wyspy miał Jean-Baptiste Dutrou-Bornier, były oficer artylerii i uczestnik wojny krymskiej, który później został zatrzymany w Peru i oskarżony o nielegalny handel bronią. Skazano go na karę śmierci, jednak po interwencji francuskiego konsula został uwolniony. W 1866 r. po raz pierwszy przybył na Wyspę Wielkanocną przy okazji transportu dwóch misjonarzy. Powrócił na nią rok później w poszukiwaniu robotników na plantację orzechów kokosowych, a w kwietniu 1868 r. osiedlił się na niej na stałe.
W osadzie Mataveri zbudował dom, a jacht, którym przypłynął spalił. Zamierzał przekształcić większą część wyspy w owcze ranczo, co sprawiło, że owce na długi czas stały się jednym z głównych źródeł pożywienia wyspiarzy. Przekonywał również Francję do ustanowienia na wyspie protektoratu. Dzięki swoim uzbrojonym w karabiny i armatę poplecznikom, rządził wyspą przez kilka lat. Poślubił też Koreto, jedną z mieszkanek Rapa Nui i mianował ją królową. Niektórym tubylcom pozwolił odstąpić od chrześcijaństwa i powrócić do ich tradycyjnej wiary.
Dzięki swoim tahitańskim sponsorom wykupił praktycznie całą wyspę, z wyjątkiem terenów należących do misjonarzy, a kilkuset tubylców wywiózł do pracy na Tahiti. W 1871 r. misjonarze pomogli mu ewakuować dwustu siedemdziesięciu pięciu mieszkańców na Mangareve i Tahiti, w wyniku czego na wyspie pozostało tylko dwieście trzydzieści osób (głównie starszych). Sześć lat później było ich już jedynie 111, z czego tylko 36 miało jakiegoś potomka.
W 1876 r. Dutrou-Bornier został zamordowany, a populacja wyspy zaczęła powoli wzrastać. Niemniej jednak w ciągu niecałej dekady 97% mieszkańców zginęła lub została wywieziona, przez co bezcenna wiedza o kulturze Rapa Nui bezpowrotnie przepadła.

## 1878–1888
W 1878 r. na wyspę przybył Alexander Salmon Jr, brat królowej Tahiti i członek kupieckiej rodziny, która miała powiązania z Dutrou-Bornierem. Wraz z nim przypłynął jego tahitański towarzysz i wywiezieni mieszkańcy Rapa Nui. Na wyspie Salomon zajął się produkcją wełny, a tubylców zachęcał do produkowania z niej dzieł sztuki na handel. Po latach niepokojów nastał czas pokoju i odnowy społeczeństwa. Nastąpiły też zmiany kulturowe i językowe; stary dialekt Rapa Nui uległ wpływom języka tahitańskiego.
W 1886 r. na wyspę przypłynął amerykański statek USS Mohican, którego załoga przeprowadziła pierwsze wykopaliska „archeologiczne” wysadzając w powietrze przy pomocy dynamitu platformę Ahu Vinapu.

## Przyłączenie do Chile
9 września 1888 r. Policarpo Toro na mocy traktatu o aneksji wyspy, podpisanego przez rząd chilijski i mieszkańców Rapa Nui, przyłączył ją do Chile.
Do lat 60. XX wieku ludność była ograniczona praktycznie tylko do osady Hanga Roa, gdyż do 1953 r. resztę wyspy wynajmowało przedsiębiorstwo Williamson-Balfour Company, które hodowało tam owce, a do 1966 r. zarządzała nią marynarka chilijska.

### Niepokoje (1914)
W marcu 1914 r. na wyspę przybyła ekspedycja Katherine Routledge i przez siedemnaście miesięcy prowadziła badania archeologiczne oraz etnograficzne. Jednak kilka miesięcy później doszło do buntu mieszkańców, po tym jak Scoresby Routledge zastrzelił jednego z robotników za kradzież herbatników. Tubylcy prowadzeni przez katolicką katechetkę Angatę, która twierdziła, że we śnie otrzymała instrukcje od Boga, ogłosili niepodległość oraz przejęli setki sztuk bydła i owiec. W sierpniu przypłynął statek z zaopatrzeniem z Chile, który stłumił bunt i przywrócił porządek.

## Obecnie

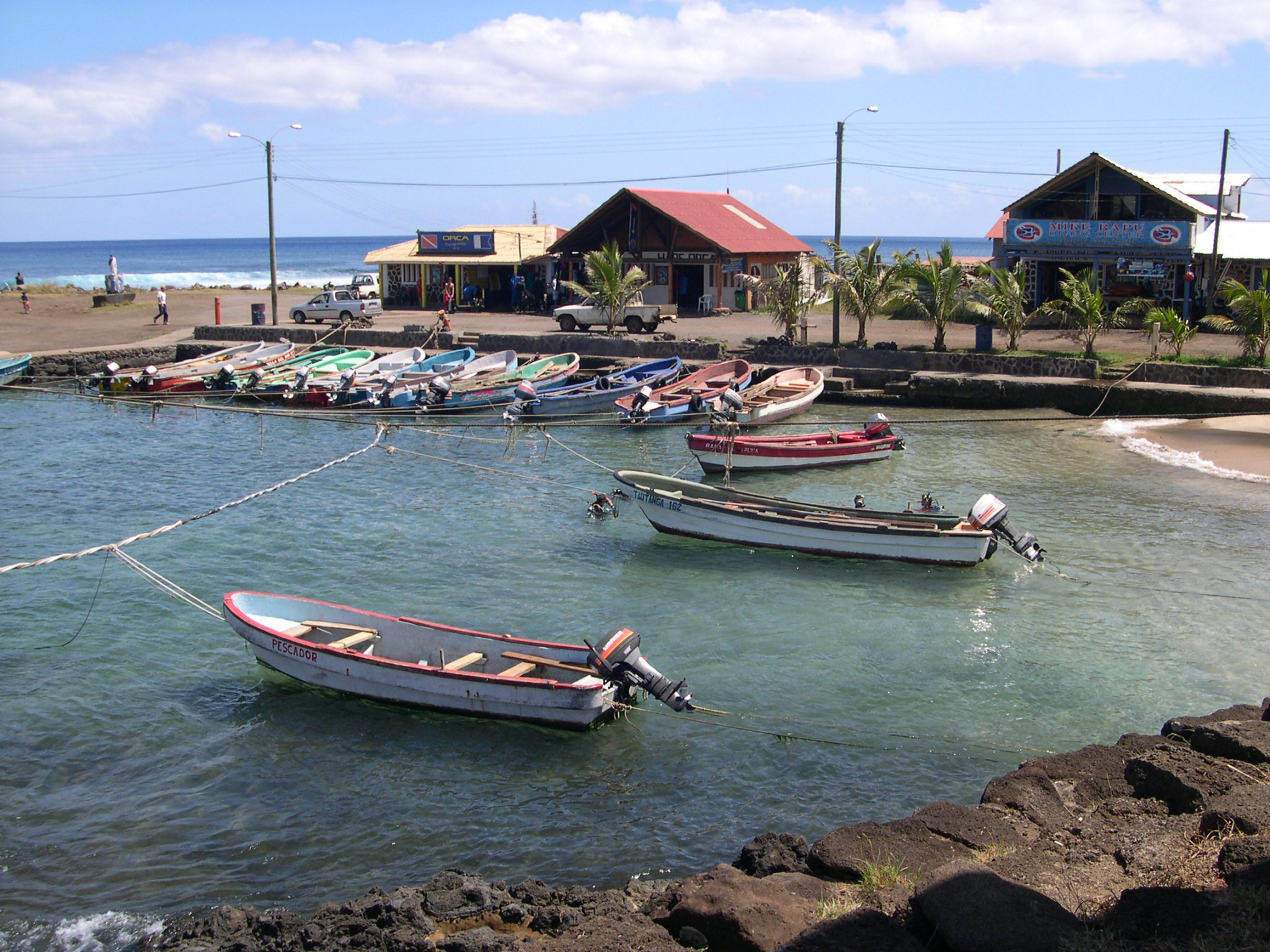
Port w Hanga Roa

Od czasu otrzymania w 1966 r. chilijskiego obywatelstwa mieszkańcy Rapa Nui zaczęli powracać do swojej pierwotnej kultury i rekonstruować dawne zabytki, które co roku przyjeżdża oglądać tysiące turystów. Oprócz słynnych moai, dużą atrakcją są także ryty naskalne i ośrodki kultu w starej wiosce Orongo, gdzie jeszcze pod koniec XIX wieku odprawiano rytuały ku czci człowieka-ptaka. Poza turystyką, mieszkańcy zajmują się również rolnictwem, rybołówstwem oraz hodowlą owiec i koni. Ponieważ nie ma tam żadnego przemysłu, wszystkie towary są sprowadzane z kontynentu.
Obecnie wyspa liczy ok. 5700 mieszkańców, z czego praktycznie wszyscy mieszkają w osadzie Hanga Roa. Na wyspie znajduje się też szkoła, biblioteka, kościół, dwie lokalne stacje radiowe i jedna telewizyjna, mały port i międzynarodowe lotnisko Mataveri. W latach 80. jego pas startowy został wydłużony do ok. 3 km, by mógł służyć jako awaryjne lądowisko dla wahadłowców.
30 lipca 2007 r. ustrojowa reforma nadała Wyspie Wielkanocnej i Juan Fernández status specjalnych terytoriów Chile, które jednak nadal pozostaną w granicach administracyjnych prowincji Valparaíso.